# Sebastian Dahlström
Sebastian Dahlström (* 5. November 1996 in Helsinki) ist ein finnischer Fußballspieler, der beim Erstligisten Kuopion PS unter Vertrag steht. Der Mittelfeldspieler ist finnischer Nationalspieler.

## Karriere

### Verein
Dahlström begann mit dem Fußballspielen bei Helsinki PS und wechselte mit 12 Jahren in die Nachwuchsabteilung vom HJK Helsinki. Zum Spieljahr 2015 wurde er in die Reservemannschaft Klubi 04 befördert. Sein professionelles Debüt gab er am 14. März (1. Spieltag) beim 2:0-Heimsieg der ersten Mannschaft gegen den Lokalrivalen Helsingfors IFK im Halbfinale des Liigacups. Sein Debüt in der drittklassigen Kakkonen bei Klubi 04 gab er am 14. März im Auswärtsspiel gegen den Kultsu FC. Er startete und erzielte den Ausgleich zum 1:1-Endstand. Auch beim 4:0-Auswärtssieg gegen den FC Myllypuro im nächsten Spiel traf er erneut. Er übernahm bereits nach kurzer Zeit die Kapitänsbinde. Am 4. Juli (13. Spieltag) erzielte er beim 6:0-Auswärtssieg gegen den FC Kiffen 08 einen Hattrick. In dieser Saison 2015 kam er in 25 Ligaspielen zum Einsatz, in denen er sechs Tore erzielte.
Zur Spielzeit 2016 wurde von Cheftrainer Mika Lehkosuo in die erste Mannschaft befördert. Sein Debüt in der Veikkausliiga gab er am 4. Mai (7. Spieltag) beim 5:1-Heimsieg gegen die Tampereen Ilves, bei dem er ein Tor erzielte und einen weiteren Treffer vorbereitete. Im Verlauf des Jahres drang er in die Startformation vor. Er kam in 21 Ligaspielen zum Einsatz, in denen ihm drei Tore und zwei Vorlagen gelangen. In der folgenden Saison 2017 konnte er seine Leistungen steigern und lieferte in 26 Ligaeinsätzen drei Tore und neun Vorlagen. Mit HJK gewann er das Double, bestehend aus dem 28. Meistertitel in der Vereinsgeschichte und dem 13. Triumph im Suomen Cup. Die Meisterschaft konnte in der Spielzeit 2018 erfolgreich verteidigt werden. Dahlström bestritt 32 von 33 möglichen Ligaspielen, in denen er zwei Tore und fünf Assists sammelte. Im Pokal erreichte man das Endspiel, welches jedoch gegen den FC Inter Turku verloren ging. In der Saison 2019 übernahm er die Kapitänsbinde, welche zuvor nicht fest vergeben war. In diesem Spieljahr bestritt er 21 Ligaspiele, in denen er zwei Mal traf.
Nach exakt 100 Ligaspielen, in denen er zehn Tore erzielen konnte, verließ Dahlström den HJK zum Saisonende 2019 ablösefrei in Richtung Republik Moldau, wo er einen Zweijahresvertrag beim Serienmeister Sheriff Tiraspol unterzeichnete. Beim Ligakrösus konnte er sich im Laufe der Saison einen Stammplatz erkämpfen. Am 20. Oktober 2020 (15. Spieltag) erzielte er beim 2:1-Auswärtssieg gegen den Lokalrivalen Dinamo-Auto Tiraspol sein erstes Ligator.
Im Februar 2021 wurde der Vertrag aufgelöst und er kehrte nach Finnland zum HJK zurück, mit dem er am Ende des Jahres erneut Meister wurde. Im Januar 2022 wechselte Dahlström zum Ligakonkurrenten Kuopion PS und gewann mit dem Verein am Ende der Saison den finnischen Pokal.

### Nationalmannschaft
Von März 2017 bis Oktober 2018 war Sebastian Dahlström in 15 Länderspielen für die finnische U21-Nationalmannschaft im Einsatz, in denen er ein Tor erzielte.
Sein Debüt für die A-Auswahl gab er am 8. Januar 2019 beim 1:0-Sieg im freundschaftlichen Länderspiel gegen Schweden, als er in der Halbzeitpause für Tim Sparv eingewechselt wurde. Drei Tage später stand er im Freundschaftsspiel gegen Estland in der Startaufstellung. Dies blieben in der Folge jedoch seine bislang einzigen Nominierungen für die Nationalmannschaft.

## Erfolge
HJK Helsinki
- Finnischer Meister: 2017, 2018, 2021
- Finnischer Ligapokalsieger: 2015
- Finnischer Pokalsieger: 2016/17

Kuopion PS
- Finnischer Pokalsieger: 2022